# El Mundo Deportivo
El Mundo Deportivo este un ziar sportiv catalan.